# Langenlipsdorf
Langenlipsdorf ist ein Ortsteil der Gemeinde Niedergörsdorf im Landkreis Teltow-Fläming des Bundeslandes Brandenburg.

## Lage
Das Kirchdorf liegt rund acht Kilometer südlich von Jüterbog und sechs Kilometer südöstlich von Niedergörsdorf. Die Nachbarorte sind Oehna im Westen, Bochow im Norden, Hohenahlsdorf (Niederer Fläming) im Nordosten, Borgisdorf im Osten und Zellendorf im Süden. Das Straßendorf liegt am Kreuzungspunkt der von Westen kommenden Kreisstraße 7211, der von Norden nach Süden durch den Ort führenden Kreisstraße 7210 sowie der nach Osten führenden Landstraße 715. Der überwiegende Teil der Gemarkung wird landwirtschaftlich genutzt; lediglich im Südwesten, an der Grenze zu Sachsen-Anhalt ist eine größere zusammenhängende Waldfläche als Teil der Jähnickendorfer Heide. Auf dem Gebiet liegen drei zu- und abflusslose Weiher: Rund 2,6 km nördlich des Dorfzentrums der Rötpfuhl, rund zwei Kilometer in nordöstlicher Richtung die Schafwäsche sowie rund 2,9 km in südwestlicher Richtung der Ölpfuhl. Die landwirtschaftlich genutzten Flächen im Südwesten werden durch einen unbenannten Meliorationsgraben entwässert.

## Geschichte und Etymologie

### Frühzeit bis 15. Jahrhundert

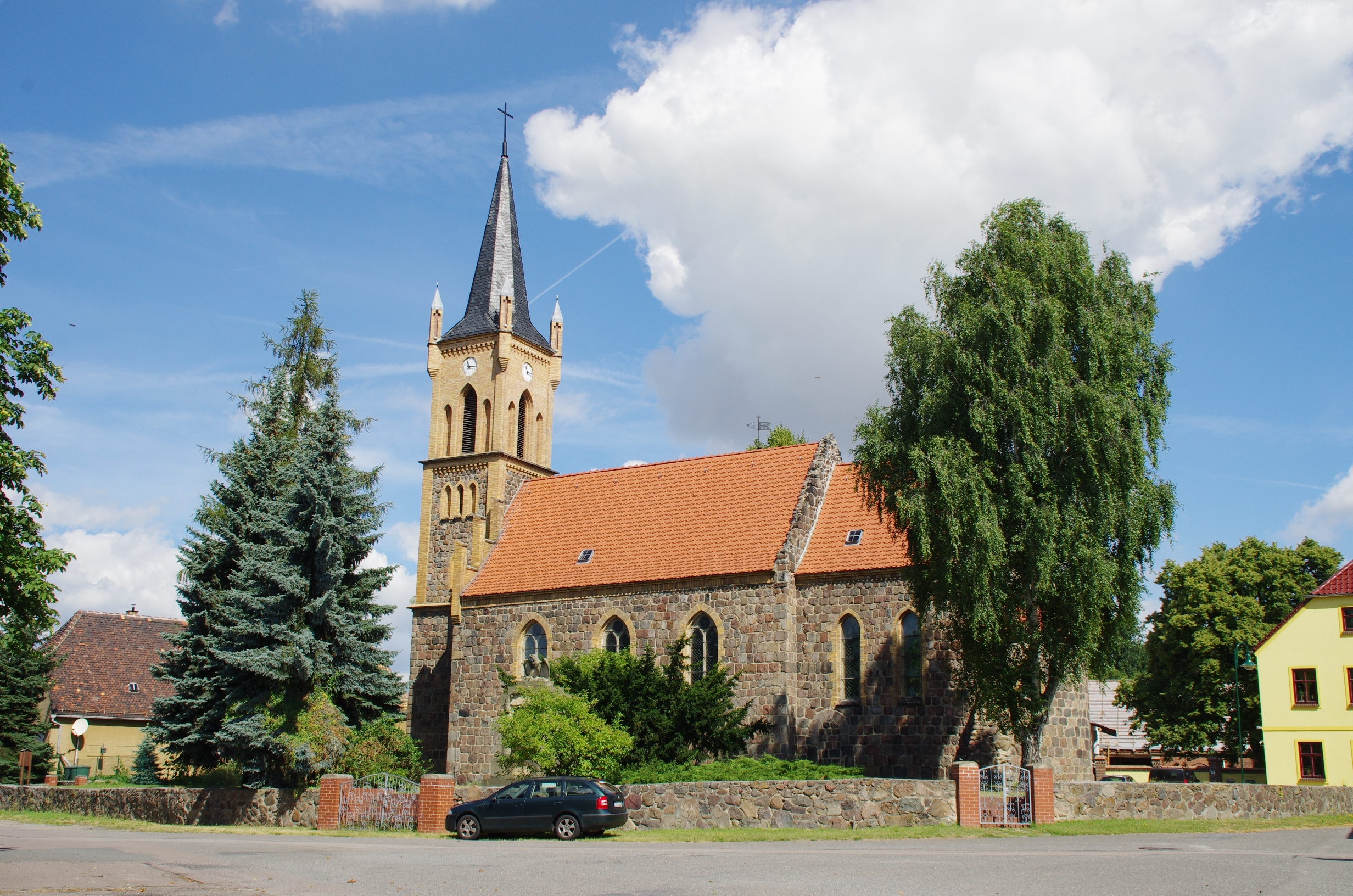
Dorfkirche Langenlipsdorf

Auf dem Gebiet des Ortes wurden jungslawische und frühdeutsche Funde aus dem 11. und 12. Jahrhundert gefunden. Genaue Forschungen stehen noch aus. Langenlipsdorf wird das erste Mal 1227 erwähnt, als ein Leutpriester Arnoldus de Lubistorp in Jüterbog erschien. Südlich von Langenlipsdorf befand sich Kähnsdorf, erstmals 1216 erwähnt, allerdings fiel es 1383 wüst. In der Frühzeit war auch in diesem Dorf die Besitzgeschichte ausgesprochen komplex und umfasste bis zu 25 verschiedene Anteile, die sukzessive an den Landesherren bzw. das Amt gelangten. Das Dorf mit „allem Recht“ und Kirchenpatronat gehörte vor 1368 bis 1817 der Vogtei bzw. dem Amt Jüterbog. Drei Hufen bzw. vermutlich nur Hebungen daraus, gehörten vor 1368 bis 1368 den Herren von der Dahme (Dahmis), die diese weiterverlehnt hatten. Vor 1368 bis vor 1393 besaß der Bürger Düwel die Hebungen aus zwei Hufen. Sie brachten ihm zusammen je 16 Scheffel Roggen und Hafer (1368); bestanden später nur noch aus den Hebungen einer Hufe (1393) im Besitz des Bürgers Luckenwalde aus Jüterbog. Vier Hufe, bzw. vermutlich nur die Hebungen aus diesen, besaß vor 1368 bis nach 1383 die Familie Greygenvot. Der Bürger Krüger aus Jüterbog besaß vor 1368 bis nach 1383 Hebungen in Höhe von 5 Wispel Roggen (1386) bzw. Hebungen aus einer Hufe, die je acht Scheffel Roggen und Hafer gaben (1383). Die Hebungen aus einer Hufe besaß vor 1368 bis nach 1383 der Bürger Langenhaus aus Jüterbog. Einen siebten Anteil besaß vor 1368 bis nach 1414 der Bürger Römer aus Jüterbog. Diesen Anteil besaßen von 1447 bis 1484 die Familie von Staupitz, die ihn an die Familie von Schlieben verkauften. Es handelte sich um Hebungen aus drei Hufen, die jede 8 Scheffel Roggen und Hafer gab (1368, 1383) bzw. Hebungen aus zwei Hufen, die jede 8 Scheffel Roggen, 8 Scheffel Hafer und Geld haben (1414). Nachdem dieser Anteil an den Landesherren zurückgefallen war, wurde er zum Teil neu verlehnt: Von 1487 bis 1598 besaß ihn der Barbier Rahn und dessen Erben, Bürger als Calbe (Saale). Anschließend kam er an den Richter Moritz aus Jüterbog und dessen Erben, die ihn 1641 an den Rittmeister Junack und seine Erben weitergaben. Von dort gelangten sie im Jahr 1708 an die Familie Wollersheim und von dort im Jahr 1742 bis nach 1759 an die Familie Flemming. Es handelte sich um Hebungen einer 1⁄2 Hufe, die je vier Scheffel Roggen und Hafer erbrachte (1487). Weitere zwei Hufen bzw. nur Hebungen besaß die Familie Wittenberg bis vor 1368. Ein neunter Anteil lag vor 1368 bis nach 1383 beim Richter von Zeuden aus Jüterbog. Er besaß Hebungen aus drei Hufen, von denen eine je 8 Scheffel Roggen und Hafer gab, eine je 6 Scheffel Roggen und Hafer sowie die dritte Hufe 8 Scheffel Hafer zahlte (1368, 1683). Bis 1383 besaß der Bürger von Rehfeld nicht weiter benannte Geldhebungen (1383), die im genannten Jahre der Familie Duben übertragen wurden. Die Hebungen aus zwei Hufen besaß vor 1383 der Bürger Gotz aus Jüterbog. Sie brachten ihm je 8 Scheffel Roggen und Hafer (1383). Ein zwölfter Anteil lag vor 1383 bis vor 1445 beim Bürger Schütze aus Jüterbog, der ihn vor 1445 bis 1482 an den Bürger Felgentreu aus Jüterbog weitergab, nachdem dieser bereits einen Teil zur Anwartschaft erhalten hatte. Er ging im Jahr 1482 an den Kanzleischreiber Freudemann und dessen Erben, ebenfalls als Jüterbog, die ihn 1555 an die Familie von Schönermark verkauften. Dort blieb er bis nach 1699. Es handelte sich bei diesem Anteil über Hebungen (je 14 Scheffel Roggen und Hafer, 1383) bzw. Hebungen aus 2 1⁄2 Hufen (jede gab je 6 Scheffel Roggen und Hafer, 1466) bzw. Hebungen aus einer Hufe (jede gab 4 Scheffel Roggen und Hafer, 1514). Ein 13. Anteil bestand aus Hebungen von zehn Hufen, die jeder 8 Scheffel Roggen gaben (1383) bzw. Hebungen aus elf Hufen (jede mit 8 Scheffel Roggen). Er gehörte bis vor 1383 der Familie Weger, kam im genannten Jahr an die Familie Kalow und vor(?) 1466 bis nach 1503 zum Jüterboger Bürger Laurenz. Eine Hufe war von 1384 bis vor 1530 dem Elendaltar in der Kirche St. Nikolai in Jüterbog zugerechnet. Ein 15. Anteil war bis 1386 ein Afterlehne der Herren von der Dahme und lag vor 1386 bei der Familie Wittram. Sie erhielten die Hebungen aus einer Hufe, die je vier Scheffel Roggen und Hafer sowie Geld gaben. Der 16. Anteil gehörte von 1391 bis vor 1414 dem Bürger Blönsdorf aus Jüterbog und gehörte von 1414 bis 1478 dem Dorfschulzen in Langenlipsdorf. Anschließend kam er im Jahr 1478 an den Bürger Jungermann aus Jüterbog und von dort im Jahr 1613 in den unmittelbaren Besitz des Administrators. Er verlehnte ihn zwei Jahre später an die Familie von Löben, bevor er 1654 dem kurfürstlichen Hof- und Konsistorialrat Reinhardt bzw. dessen Erben gehörte. Sie gaben ihn im Jahr 1770 an die Familie Balzer aus Jüterbog weiter, die ihn bis nach 1815 hielten. Es handelte sich dabei um die Hebungen aus drei Hufen. Zwei von ihnen gaben 1 Wispel Roggen, 1 Wispel Hafer und Geld, eine weitere je acht Scheffel Roggen und Hafer sowie Geld (1391) bzw. Hebungen aus drei Hufen, von denen jede 6 Scheffel Roggen und Hafer sowie Geld gaben (1515, 1568). Der 17. Anteil bestand aus Geldhebungen (1383), die bis vor 1383 der Familie von Heinrichsdorf gehörten und im genannten Jahr an die Familie von Isenberg gingen. Mit 13 Hufen besaßen vor 1446 bis 1478 die Familie von Torgau, Herren zu Zossen, einen großen Anteil. Von drei Hufen erhielten sie je 8 Scheffel Roggen und Hafer, von weiteren 10 Hufen je 10 Scheffel Hafer (1446). Der 19. Anteil gehörte von 1454 bis 1504 dem Bürger Brambalg aus Wittenberg. Er gab ihn bis 1515 an den Ritter von Stein weiter und von dort gelangte er bis 1527 in den Besitz des Herrn von Pack. Anschließend übernahm der Bürger Freudemann aus Jüterbog die Hebungen aus fünf Hufen. Jede gab 6 Scheffel halb Roggen, halb Hafer (1454). Dieser Anteil wurde anschließend geteilt. Die Hebungen aus zwei Hufen mit je 6 Scheffel halb Roggen, halb Hafer kamen im Jahr 1558 an den Bürger Freudemann, der sie jedoch nur ein Jahr lang hielt. Der zweite Anteil ging im Jahr 1558 an die von Schönermark. Sie erhielten die Hebungen aus drei Hufen, die ebenfalls jede 6 Scheffel, halb Roggen, halb Hafer, gaben. Sie konnten erreichen, dass ihnen spätestens 1658 die gesamten Hebungen im Umfang von 1454 zustanden. Der 20. Anteil lag vor(?) 1459 bis 1448 bei den Brüdern Lindwurm und den Brüdern Rode. Er kam 1448 an die Familie von Kotze zu Germersleben und von dort 1520 an die von Schütze zu Dahme. Sie hielten den Anteil bis 1699; danach kam er an das Amt Jüterbog und von dort 1710 an die Familien Abitsch, Dathe und Brenütz. Sie hielten sie fünf Jahre und gaben sie bis nach 1754 an die Familie Flemming. Es handelte sich dabei über Hebungen aus zwei Hufen, die jede 6 Scheffel Roggen und 6 Scheffel Hafer gaben (1459) bzw. einmal 4 Scheffel Roggen, 4 Scheffel Hafer und einmal 3 Scheffel Roggen und 3 Scheffel Hafer (1648). Die Hebungen aus einer Hufe mit je 6 Scheffel Roggen und Hafer lagen von 1467 bis 1489 beim Bürger Künecke aus Jüterbog. Er verkaufte sie im genannten Jahr an die Familie Lubitz, die sie 1511 an den Ritterkoch Keller übergaben. Den 22. Anteil besaß bis 1475 der Bürger Dalichow aus Jüterbog. Er verkaufte ihn im Jahr 1505 an einen Herrn Greve, der ihn noch im gleichen Jahr an den Bürger Wilke weitergab. Es handelte sich dabei um die Hebungen aus einer Hufe, die je 8 Scheffel Roggen und Hafer sowie 1⁄2 Fleischzehnten ergaben (1475). Den 23. Anteil besaß bis 1491 der Diener Prötling, der ihn an den Kanzleischreiber Freudemann verkaufte. Er hielt ihn bis vor 1524. Es handelte sich um Hebungen, von denen zwei Hufe je 8 Scheffel Roggen und Hafer gaben, eine weitere 1⁄2 Hufe je vier Scheffel Roggen und Hafer (1491) bzw. auch noch einmal den Fleischzehnten und ein Rauchhuhn vom Wohnhof des Lehnmanns (1495). Den 24. Anteil besaß vor 1648 der Rat zu Jüterbog in Form von Hebungen aus einem Vierhufner, der je 3 Scheffel Roggen und Hafer gab (1648) und anschließend nicht mehr erschien. Der letzte Anteil lag vor 1648 bis 1668 bei der Familie von Seelen und kam im genannten Jahr an die Gebrüder Wächtler. Sie hielten ihn nur zwei Jahre und verkauften ihn an den Kammerrat von Kratz, dessen Erben ihn 1707 an Johann Teupitz und dessen Töchter weitergaben. Diese waren mit dem Akzisekomissar Exß in Leipzig und dem Postmeister Rietz in Baruth verheiratet. Anschließend kam der Anteil im Jahr 1819 an einen Doktor Heffner und den Ratmann Flemming aus Jüterbog, die ihn bis 1839 hielten. Es handelte sich um Hebungen von sieben Einwohnern, von denen zwei jeder 12 Scheffel Roggen gaben. Ein Einwohner zahlte 8 Scheffel Roggen, vier weitere jeder je 4 Scheffel Roggen (1648). In dieser Zeit erschien Langenlipsdorf als Kirchdorf (1227, 1229) bzw. im Jahr 1368 als Dorf (villa); ebenso entstand die Dorfkirche. Eine erste, wenn auch unvollständige Auflistung der Bewohner ergab sich aus dem Register von Einnahme und Ausgabe des Schloßamtes Jüterbog der Jahre 1492/1496. Demzufolge gab es mindestens einen Vierhufner, vier Dreihufner, zwei Zweihufner und zehn Einhufner, die zusammen 30 Hufen bewirtschafteten. Weitere Angaben sind jedoch nicht überliefert. Die Bezeichnung wechselte dabei von zcu langen Lupsdorff im Jahr 1446 zu zu hogen luptzdorff im Jahr 1488.

### 16. Jahrhundert
Um 1500 fand eine Steuererhebung im Erzstift Magdeburg statt, nach der die Bewohner von Langenlipsdorf 5 Schock 11 Groschen zur Anlage zahlen mussten. Eine weitere Angabe über die zu zahlenden Steuern ergab sich aus dem Anschlagk der bewilligten steure vff gehaltenem Landtage zu Magdeburg dienstags nach Lucie 1516, die für das Dorf eine Abgabenlast von 18 Rheinische Gulden (fl) ergab. Das Register über die Aufnahme der im Jahr 1534 verwilligten Steuer des 50. Pfennigs wies eine Last von 31 fl 11 gr 9 Pfennig (d) zum 50. Pfennig auf. Bei einer Visitation der Kirchen und Klöster im Erzstift Magdeburg im Jahr 1562 wurde festgestellt, dass dem Pfarrer drei Hufen zustanden. Er erhielt außerdem die 30. Mandel vom Getreidezehnten und 1⁄3 des Fleischzehnten. Der Kirchen standen 1 1⁄2 Morgen Acker zu, die jedoch nur geringe Erträge abwarfen und im 6. bzw. 9. Jahr besät wurden. Der Windmüller war daher verpflichtet, der Kirche 8 Scheffel Roggen und den Fleischzehnten zu bezahlen. Der Küster erhielt 3 Malter 2 Scheffel Korn,
1 1⁄2 Mandeln Brot sowie zu Ostern zwei Eier aus dem Haus. Wenige Jahre später erfolgte 1584 eine erneute Visitation, bei der 23 Hauswirte und der Pfarrer festgestellt wurden.
Zwei Jahre später lagen die Abgaben ausweislich einer Einnahme und Ausgabe des 70. Pfennigs zur Landsteuer 1586/1587 bei 17 Talern, 9 gr 1 d zum 70. Pfenning.

### 17. Jahrhundert
Um 1600 lebten im Dorf ausweislich eines Vortzeichnüß der Ämbter, Clöster, Gerichtsjunkern unnd Dorfer im Erzstift Magdeburg insgesamt 23 Hauswirte, die in den Huldigungsakten ergangen 1608/1609 erstmals getrennt aufgeführt werden und in 14 Bauerngütern und sieben Kossätenhöfen lebten. Um 1625 lebten im Dorf 14 Hufner, ein Halbspänner und ein Kossät. Rohrlach wertete das Werk „Die Wirkungen des Dreißigjährigen Krieges auf die Bevölkerungsverhältnisse des heutigen Kreises Jüterbog-Luckenwalde“ von Oskar Liebchen aus. Demzufolge gab im Jahr 1638 im Dorf 16 Hufner (darunter der Dorfschulze), von denen jedoch vier Güter wüst waren. Von den sieben Kossätenhöfen lagen zwei wüst. Die Kriegsschäden wurden im Amts-Erbbuch von Jüterbog vom Jahre 1648 ebenfalls deutlich: Es gab den Schulzen mit zwei Lehn- und vier Pachthhufen, einen Fünfhufner sowie zehn Vierhufner, von denen drei wüst waren. Von den fünf Dreihufnerhöfen waren zwei wüst und einer abgebrannt. Es gab einen Zweihufner sowie acht Kossäten, von denen vier jeder eine Hufe besaß. Die Gemarkung war insgesamt 72 Hufen groß; allerdings sind in dieser Angabe auch die wüsten Hufen der Feldmark Kähnsdorf enthalten. Während der Befreiungskriege wurde der Ort geplündert, die Kirche diente als Lazarett. Die Kriegstoten wurden östlich des Ortes in Massengräbern begraben. Diese Äcker konnten lange nicht bestellt werden, es gab zu viele Knochen und Waffenreste. Langenlipsdorf erholte sich nach und nach, wie das Erbbuch des fürstlich sächsischen Amtes Dahme 1658 zeigte. Es gab den Fünfhufner, neun Vierhufner (darunter den Schulzen), fünf Dreihufner, einen Zweihufner und sechs Kossätenhöfe. Von denen besaßen zwei jeder eine Hufe, einer die Windmühle. Ein Kossätenhof lag nach wie vor wüst, ebenso einer der beiden Häusler. Aus dem Amts Jüterbock Erbbuch  von 1661 ist ersichtlich, dass der Schulze nach wie vor zwei Lehn- und vier Pachthufen bewirtschaftete, darunter auch eine wüste Hufe zu Kähnsdorf. Gleiches galt für den Fünfhufner und die 10 Vierhufner. Von den drei Dreihufnern bewirtschaftete ebenfalls jeder eine wüste Hufe im Nachbarort. Es gab sieben Kossäten, darunter den Müller, der ebenfalls dort eine Hufe bewirtschaftete. Der siebte Kossätenhof lag allerdings immer noch wüst. Die Gemarkung kam somit auf 63 Dorf- und 16 wüste Hufen in Kähnsdorf. In der Designation der im Amt Jüterbog vorhandenen Stadt und Vorstädte, Amts- und Ritterschaft, Dörfer, Güter, Kirchen, Pfarren, besetzten Mannschaften von 1664 sind der Lehnschulze, 14 Vollspänner, ein Halbspänner, sechs Kossäten und ein wüster Kossätenhof verzeichnet, so dass Langenlipsdorf aus 23 Einwohner (=Familien) bestand. Das Untertanenverzeichnis wie viel ihrer in jeden Vorstadt und Dorfe zu befinden de ao 1699 verzeichnete für den Ort 15 Bauern: Einen Siebenhufner, darunter den Schulzen mit zwei Lehn- und fünf Pachthufen, einen Sechshufner, acht Fünfhufner sowie fünf Vierhufner. Es gab einen Halbspänner mit zwei Hufen, sieben Kossätengüter (eines nach wie vor wüst) und in Summe damit 78 Hufen (einschließlich der wüsten Hufen in Kähnsdorf).

### 18. Jahrhundert
Die Individual-Specification und Schatz oder Würdigung derer sambtlichen unterm Fürstl. Sachßen Querfurischen Ambte Jüterbog befindlichen contribuablen Grund Stücken aus dem Jahr 1704 verzeichnete die Anzahl der Hüfner und Kossäten sowie deren Aussaatmenge des Hofes und weiterer Ackerstücke. Demzufolge gab es im Dorf zwei Sechshufner (darunter den Dorfschulzen), acht Fünfhufner, vier Vierhufner, einen wüsten Dreihufnerhof sowie zwei Zweifhufner. Ein Kossätenhof brachte es auf 4 Scheffel Aussaat; er besaß außerdem noch ein „Stück Land im Felde“, 1⁄2 Kossätenhof kam auf 12 Scheffel 12 Metzen Aussaat, ein Kossätenhof auf 12 Metzen Aussaat (er besaß noch eine weitere Hufe), ein weiterer Hof zu 7 Scheffel Aussaat (er besaß außerdem die Windmühle) sowie ein anderer Kossätenhof mit 5 Scheffel Aussaat, der noch zwei „Stücklein“ Acker besaß, auf die er 2 1⁄2 Scheffel ausbrachte. Ein letzter Kossätenhof mit 2 Scheffel Aussaat besaß außerdem ein „Gartenfleck“ und ein Stück Acker. Auf der Gemarkung wohnten ausweislich der Erbhuldigung welche Herr Christian Herzog von den Amtsuntertanen einnehmen laßen im Jahr 1714 neben dem Lehnschulzen, ein Landgerichtsschöppe sowie sechs Gerichtsschöppen (vier Hufner und zwei Kossäten), zehn Hufner, fünf Kossäten und Häusler. Ein Dokument aus dem Jahr 1721 führte die Aussaatmengen und Wiesenanteile auf. Im Dorf lebten 25 Mann: der Lehn- und Gerichtsschulze, 15 Bauern oder Anspänner, sieben Kossäten und zwei Freihäusler. Der Lehn- und Gerichtschulze besaß zwei freie Lehn- und vier Pachthufen. Es gab weiterhin einen Fünfhufner, acht Vierhufner und fünf Dreihufner, von denen einer einen Seegarten mit 7 Scheffel Aussaat besaß. Weiterhin lebten im Dorf ein Zweifhufner sowie ein Kossät, der auf 4 Scheffel Aussaat kam und ein Stück Acker besaß, das „Gehre“ genannt wurde. Ein anderer Kossät säte 1 Scheffel, ein weiterer 1⁄2 Scheffel aus. Dieser besaß einen Seehof im „Felde“ mit 10 Scheffel Aussaat. Der Windmüller mit seinem Hof kam auf 4 Scheffel Aussaat sowie 2 Scheffel Aussaat auf seinem Seehof. Hinzu kamen drei Stücke Acker zu je 1 Scheffel Aussaat, ein Stück Acker mit 3 Scheffel Aussaat und die Windmühle, die auf einer Hufe stand. Ein anderer Kossät kam auf 5 Scheffel Aussaat sowie ein Stück Acker mit einem Scheffel 4 Metzen Aussaat. Er besaß ein weiteres Stück Acker mit 2 1⁄2 Scheffel Aussaat. Ein weiterer Kossät kam auf 1 1⁄2 Scheffel Aussaat sowie 6 Scheffel Aussaat im Seegarten und ein Stück Acker zu 12 Metzen Aussaat. Ein Halbkossät mit einem Hof brachte es auf 2 1⁄2 Scheffel Aussaat. Außerdem standen im Dorf ein gemeinschaftlich genutztes Hirtenhaus mit Garten, zwei Freihäuslerhöfe und das „Küsterhäuslein“. Die Fischrechte aus dem Fischpfuhl standen dem Amt zu. Im Jahr 1746 lebten im Dorf 16 Hufner, darunter der Schulze, sieben Kossäten und zwei Häusler. Sie betrieben im Jahr 1760 insgesamt 25 Feuerstellen (=Haushalte) auf 64 Hufen, einschließlich der zwei Lehnhufen. Die Specification der Häuser und angesessenen Einwohner der Ämter Dahme und Jüterbog von 1777 führte für Langenlipsdorf 15 Hufner und Vollspänner, einen Halbspänner, drei Ganzkossäten, drei Mittelkossäten, einen Halbkossäten und zwei Häusler auf. Es gab zwei publike Häuser – das Hirtenhaus sowie eine Schmiede.

### 19. Jahrhundert
Im Jahr 1800 gab es nach Leonhardi im Dorf 16 Anspänner, sieben Kossäten und zwei Häusler. Sie hielten zusammen 56 Pferde, 58 Kühe und 910 Schafe. Einen detaillierten Einblick in die Bewohnerstruktur gab das Register Allgemeine Personensteuer auf Bartholomai 1812 vom Querfurter Landtag in Dresden 1811 bewilligt. Es nannte alle ortsanwesenden Personen: den Prediger mit einem Substituten, Knecht, Magd und Gänsemadel sowie den Schullehrer, den Schulzen mit Knecht, Magd und Jungen sowie 14 Hufner. Einer von ihnen hatten einen Knecht, Magd und Vater, der zweite hatte zwei Söhne und eine Magd, vier hatten jeder einen Knecht und Magd, zwei weitere je eine Magd und Jungen, einer hatte eine Tochter und Jungen, ein weiterer vier Kinder. Ein Kossät hatte einen Sohn, Magd und Jungen, ein anderer einen Knecht und Vater, einer hatte drei Kinder. Von den beiden Halbhufnern lebte jeweils noch der Vater. Es gab sieben Kossäten, von denen der Windmüller einen Gesellen, eine Magd und einen Jungen hatte. Ein anderer war der Schmied mit Sohn, ein weiterer hatte einen Sohn, einer einen Vater. Der Häusler wohnte ebenfalls noch mit seinem Vater zusammen. Außerdem gab es einen Fußknecht, mehrere Tagelöhner und einen Schneider – in Summe 29 Steuerpflichtige. In einem weiteren Verzeichnis aus dem Jahr 1817 wurden 27 Eigentümer, Erbpächter und Erbzinsleute geführt, die in Summe 62 Hufen besaßen. Bis 1817 gehörte Langenlipsdorf zur Vogtei oder zum Amt Jüterbog, bis 1872 zum Amt Zinna. Im Jahr 1837 hatten sich weitere Gewerke im Dorf niedergelassen. Es gab einen Grobschmiedemeister mit einem Gehilfen, einen Grobschmied, eine holländische Schneidemühle, einen Schankwirt sowie 18 männliche und 18 weibliche Dienstboten. Das Dorf bestand zu dieser Zeit aus 31 Wohnhäusern. Der Bau einer zweiten Windmühle wurde dem Müller Andreas Dornbusch jedoch versagt. Bis 1858 war der Bestand auf fünf öffentliche, 42 Wohn- und 89 Wirtschaftsgebäude (darunter die Getreidemühle) angewachsen. Das Dorf war 5060 Morgen groß: 82 Mg Gehöfte, 4096 Mg Acker, 822 Mg Wald. Im Jahr 1877 eröffnete eine Ziegelei im Dorf. Im Jahre 1875 zerstörte ein Brand 21 Gehöfte, es war der gesamte westliche Teil des Dorfes. Dieser Teil des Dorfes wurde wieder aufgebaut.

### 20. Jahrhundert

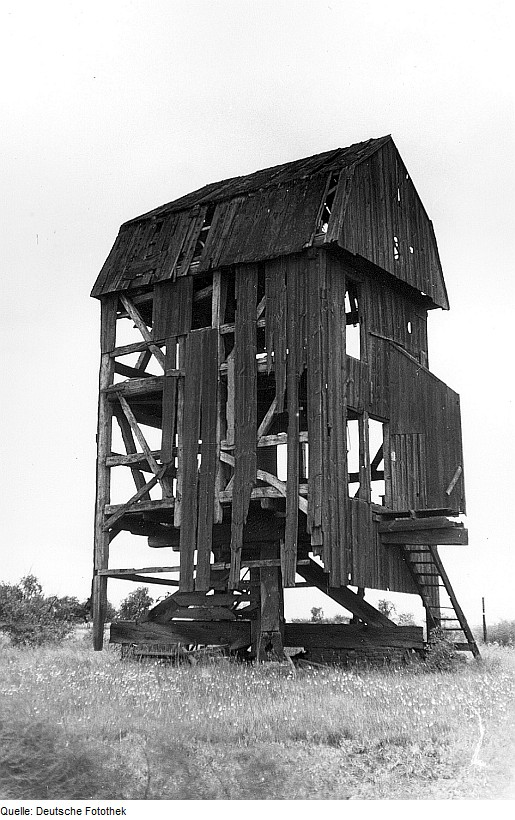
Ehemalige Windmühle, 1972

Aus einem Viehstands- und Obstbaumlexikon ist bekannt, dass im Jahr 1900 im Dorf 84 Häuser standen. Es gab acht Häusler, die 14 Hufner bewirtschafteten 89 Hektar, 79 Hektar, 76 Hektar, 70 Hektar, zweimal 68 Hektar, 67 Hektar, zweimal 66 Hektar, 57 Hektar, zweimal 57 Hektar, 42 Hektar bzw. 33 Hektar Land. Den sieben Kossäten standen 30 Hektar, 20 Hektar bzw. 16 Hektar zur Verfügung. Außerdem gab es einen Lehrer, einen Pastor und zwei Restgutsbesitzer. Das Gemeindelexikon aus dem Jahr 1932 führte für das Jahr 1931 insgesamt 87 Wohnhäuser mit 97 Haushaltungen auf. Langenlipsdorf wurde in dieser Zeit Landgemeinde. Im Jahr 1939 gab es im Dorf 18 land- und forstwirtschaftlichen Betriebe, die zwischen 20 und 100 Hektar groß waren, 13 Betriebe zwischen 10 und 20 Hektar, 16 Betriebe zwischen 5 und 10 Hektar sowie 26 Betriebe zwischen 0,5 und 5 Hektar.
Nach dem Zweiten Weltkrieg wurden 67,8 Hektar enteignet: 52,2 Hektar Acker, 13,1 Hektar Wald, 1 Hektar Hofräume sowie 1,4 Hektar Wege und Ödland. Hiervon erhielten fünf landlose Bauern und Landarbeiter 6,7 Hektar. Weitere 29,1 Hektar gingen an 18 landarme Bauern, 26,1 Hektar an drei Umsiedler, 3,4 Hektar an die Gemeinde, 2,4 Hektar an die Vereinigung der gegenseitigen Bauernhilfe (VdgB) sowie 0,2 Hektar an den Bodenfonds.
Im Jahr 1954 gründete sich eine LPG vom Typ III mit zunächst 7 Mitgliedern und 37 Hektar landwirtschaftlicher Nutzfläche, die nach 1956 wieder aufgelöst wurde. Zwei Jahre später gründete sich eine LPG Typ III mit elf Mitgliedern und 53 Hektar Fläche, die bis 1960 auf 145 Mitglieder und 834 Hektar Fläche anwuchs. Sie wurde im Jahr 1975 an die LPG Typ III Zellendorf der ehemaligen Provinz Sachsen angeschlossen und zur LPG (T) überführt. Im Jahr 1960 bestand weiterhin eine LPG Typ I mit 38 Mitgliedern und 218 Hektar Fläche, die 1967 an die LPG Typ III angeschlossen wurde. Im Jahr 1983 bestanden die VdgB BHG sowie die ZGE Schweinemast.

## Bevölkerungsentwicklung
| Jahr      | 1817 | 1837 | 1858 | 1871 | 1885 | 1895 | 1905 | 1925 | 1939 | 1946 | 1964 | 1971 | 1981 |
| Einwohner | 219  | 242  | 290  | 354  | 448  | 436  | 421  | 452  | 490  | 680  | 449  | 433  | 430  |

## Kultur und Sehenswürdigkeiten
- Die Dorfkirche Langenlipsdorf wurde im zweiten Viertel des 13. Jahrhunderts im romanischen Stil erbaut, später erfolgte ein Umbau im neugotischen Stil. Auffällig ist die hohe Qualität des Quadermauerwerkes. Es ist ein Saalbau mit einem quadratischen Chor und einer runden Apsis. Der Westturm entstand im Jahr 1577; er wurde teilweise aus Feldstein, teilweise aus Fachwerk errichtet. Im Dreißigjährigen Krieg wurde die Kirche geplündert. Von 1882 bis 1883 wurde die Kirche renoviert. Am 23. Juni 1882 stürzte der Turm bei Bauarbeiten ein, zwei Arbeiter starben. In den Jahren 1995 bis 1998 wurde die Kirche das letzte Mal renoviert. Im Inneren befindet sich ein Altarretabel aus den Jahren 1715/1716. Der barocke Taufengel stammt aus dem Jahr 1713, Die lebensgroße Schnitzfigur wurde 1934 wiederhergestellt. Die Orgel stammt aus dem Jahr 1883 und wurde in G. A. Friedrich aus Wittenberg erstellt. Hinter dem Altar befindet sich eine Einbaumtruhe aus dem Spätmittelalter. Hier wurde wohl die Barschaft der Kirche aufbewahrt.